# Список різдвяних та новорічних фільмів

## 20-ті XXI
| 2025        | ф  | О. Що. Весело.                          | англ. «Oh. What. Fun.»                              | TBA     | Комедія\|\| США \|\|                                            |
| 2025        | ф  | Потяг у 31 грудня                       | укр. «Потяг у 31 грудня»                            | 90 хв.  | Комедія\|\| Україна \|\|                                        |
| 2024        | мф | Те Різдво                               | англ. «That Christmas»                              | 92 хв.  | пригодницька фентезійна комедія\|\| Велика Британія \|\|        |
| 2024        | ф  | Палкий сніговик                         | англ. «Hot Frosty»                                  | 92 хв.  | Фентезійна романтична комедія\|\| США Канада \|\|               |
| 2024        | ф  | Наша маленька таємниця                  | англ. «Our Little Secret»                           | 101 хв. | Романтична комедія\|\| США \|\|                                 |
| 2024        | ф  | Кодове ім'я «Червоний»                  | англ. «Red One»                                     | 122 хв. | пригодницька екшн комедія\|\| США \|\|                          |
| 2024        | тф | Зустріньмося наступного Різдва          | англ. «Meet Me Next Christmas»                      | 105 хв. | Романтична комедія\|\| США \|\|                                 |
| 2024        | ф  | Жахаючий 3                              | англ. «Terrifier 3»                                 | 125 хв. | Надприродний слешер\|\| США \|\|                                |
| 2023        | ф  | Погані гноми: Різдвяний розгром         | англ. «There's Something in the Barn»               | 100 хв. | Комедійний надприродний фільм жахів\|\| Норвегія Фінляндія \|\| |
| 2023        | тф | Пограбування перед Різдвом              | англ. «The Heist Before Christmas»                  | 77 хв.  | Драма комедія\|\| Велика Британія \|\|                          |
| 2023        | ф  | Палац                                   | англ. «The Palace»                                  | 100 хв. | Драма комедія\|\| Італія Польща Франція Швейцарія \|\|          |
| 2023        | тф | Як закохатися до Різдва                 | англ. «How to Fall in Love by Christmas»            | 90 хв.  | Романтична мелодрама\|\| Канада \|\|                            |
| 2023        | ф  | Залишенці                               | англ. «The Holdovers»                               | 133 хв. | Комедія-драма\|\| США \|\|                                      |
| 2023        | ф  | Демонічне Різдво                        | англ. «The Sacrifice Game»                          | 99 хв.  | Жахи\|\| США \|\|                                               |
| 2022 — 2023 | с  | Санта-Клауси                            | англ. «The Santa Clauses»                           | 373 хв. | Сімейна фентезі комедія\|\| США \|\|                            |
| 2022        | ф  | Незабутнє Різдво                        | англ. «Falling for Christmas»                       | 93 хв.  | Романтична комедія\|\| США \|\|                                 |
| 2022        | тф | Вартові галактики: Святковий спецвипуск | англ. «The Guardians of the Galaxy Holiday Special» | 42 хв.  | Пригодницька комедія\|\| США \|\|                               |
| 2022        | ф  | Люта нічка                              | англ. «Violent Night»                               | 101 хв. | Чорна комедія бойовик\|\| США \|\|                              |
| 2022        | ф  | Листи до М. 5                           | пол. «Listy do M. 5»                                | 117 хв. | Романтична комедія\|\| Польща \|\|                              |
| 2022        | мф | Украдений місяць. Кум                   | укр. «Украдений місяць. Кум»                        | 26 хв.  | Дитяче фентезі\|\| Україна \|\|                                 |
| 2021        | ф  | Сам удома                               | англ. «Home Sweet Home Alone»                       | 93 хв.  | Сімейна комедія\|\| США \|\|                                    |
| 2021        | тф | Дільничний з ДВРЗ. Операція «Новий рік» | укр. «Дільничний з ДВРЗ. Операція «Новий рік»»      | 111 хв. | Детективна комедія\|\| Україна \|\|                             |
| 2021        | ф  | Мій дідусь — Дід Мороз                  | укр. «Мій дідусь — Дід Мороз»                       | 85 хв.  | Комедія\|\| Україна \|\|                                        |
| 2021        | ф  | Все буде ОК!                            | укр. «Все буде ОК!»                                 | 95 хв.  | Комедія\|\| Україна \|\|                                        |
| 2021        | ф  | Тиха ніч                                | англ. «Silent Night»                                | 92 хв.  | Драма комедія\|\| США Велика Британія \|\|                      |
| 2021        | ф  | 8-бітне Різдво                          | англ. «8-Bit Christmas»                             | 97 хв.  | Сімейна комедія\|\| США \|\|                                    |
| 2021        | ф  | Хлопчик на ім’я Різдво                  | англ. «A Boy Called Christmas»                      | 106 хв. | Сімейна фентезі драма\|\| США Велика Британія \|\|              |
| 2021        | тф | Замок на Різдво                         | англ. «A Castle for Christmas»                      | 98 хв.  | Романтична комедія\|\| США Велика Британія \|\|                 |
| 2021        | тф | Дуже поганий татусь                     | англ. «The Fight Before Christmas»                  | 95 хв.  | Романтична комедія\|\| США \|\|                                 |
| 2021        | тф | Аромат кохання                          | англ. «Love Hard»                                   | 104 хв. | Романтична комедія\|\| США \|\|                                 |
| 2021        | тф | Завжди самотній                         | англ. «Single All the Way»                          | 101 хв. | Романтична комедія\|\| США Канада \|\|                          |
| 2021        | с  | Корпорація Санти                        | англ. «Santa Inc.»                                  | 185 хв. | Фентезійна чорна комедія\|\| США \|\|                           |
| 2020        | ф  | Різдвяні хроніки 2                      | англ. «The Christmas Chronicles 2»                  | 115 хв. | Пригодницька комедія\|\| США \|\|                               |
| 2020        | ф  | Різдво кота Боба                        | англ. «A Gift from Bob»                             | 92 хв.  | Біографічна драма\|\| Велика Британія \|\|                      |
| 2020        | ф  | Пара на свята                           | англ. «Holidate»                                    | 104 хв. | Романтична комедія\|\| США \|\|                                 |
| 2020        | ф  | Полювання на Санту                      | англ. «Fatman»                                      | 100 хв. | Пригодницька комедія\|\| США Канада Велика Британія \|\|        |
| 2020        | ф  | Щаслива пора                            | англ. «Happiest Season»                             | 102 хв. | Романтична комедія\|\| США Канада \|\|                          |
| 2020        | ф  | Листи до М. 4                           | пол. «Listy do M. 4»                                | 111 хв. | Романтична комедія\|\| Польща \|\|                              |
| 2020        | с  | Деш і Лілі                              | англ. «Dash & Lily»                                 | 202 хв. | Романтична комедія\|\| США \|\|                                 |

## [1]10-ті XXI
| 2019 | ф  | Пекельна Хоругва, або Різдво Козацьке            | укр. «Пекельна Хоругва, або Різдво Козацьке»      | 102 хв. | Сімейне пригодницьке фентезі\|\| Україна \|\|                                    |
| 2019 | ф  | Щасливого Різдва                                 | англ. «Last Christmas»                            | 103 хв. | Романтична комедія\|\| Велика Британія США \|\|                                  |
| 2019 | мф | Клаус                                            | англ. «Klaus»                                     | 97 хв.  | Пригодницька комедія\|\| Іспанія \|\|                                            |
| 2019 | ф  | Ноель                                            | англ. «Noelle»                                    | 100 хв. | Пригодницька комедія\|\| США \|\|                                                |
| 2019 | с  | Різдвяна пісня                                   | англ. «A Christmas Carol»                         | 168 хв. | Темне фентезі\|\| Велика Британія \|\|                                           |
| 2019 | ф  | Чорне Різдво                                     | англ. «Black Christmas»                           | 92 хв.  | Молодіжний слешер\|\| США \|\|                                                   |
| 2019 | ф  | Перше Різдво                                     | італ. «Il primo Natale»                           | 100 хв. | Пригодницька комедія\|\| Італія \|\|                                             |
| 2018 | ф  | Пригоди S Миколая                                | укр. «Пригоди S Миколая»                          | 90 хв.  | Сімейна комедія\|\| Україна \|\|                                                 |
| 2018 | ф  | Лускунчик і чотири королівства                   | англ. «The Nutcracker and the Four Realms»        | 99 хв.  | Дитяче фентезі\|\| США \|\|                                                      |
| 2018 | тф | На місці принцеси                                | англ. «The Princess Switch»                       | 101 хв. | Романтична комедія\|\| США \|\|                                                  |
| 2018 | ф  | Різдвяні хроніки                                 | англ. «The Christmas Chronicles»                  | 104 хв. | Пригодницька комедія\|\| США \|\|                                                |
| 2018 | мф | Ґрінч                                            | англ. «The Grinch»                                | 86 хв.  | Сімейна комедія\|\| США \|\|                                                     |
| 2018 | тф | Новорічний янгол                                 | рос. «Новогодний ангел»                           | 97 хв.  | Драма\|\| Україна \|\|                                                           |
| 2018 | тф | Не спати до Різдва                               | англ. «No Sleep 'Til Christmas»                   | 90 хв.  | Романтична комедія\|\| США \|\|                                                  |
| 2017 | тф | Різдвяна ескапада                                | англ. «Christmas Getaway»                         | 90 хв.  | Романтична мелодрама\|\| США \|\|                                                |
| 2017 | ф  | Хто в домі тато 2                                | англ. «Daddy's Home 2»                            | 100 хв. | Комедія\|\| США \|\|                                                             |
| 2017 | ф  | Дуже погані матусі 2                             | англ. «A Bad Moms Christmas»                      | 104 хв. | Комедія\|\| США \|\|                                                             |
| 2017 | ф  | Санта і компанія                                 | фр. «Santa et Cie»                                | 92 хв.  | Фентезійна комедія\|\| Франція Бельгія \|\|                                      |
| 2017 | тф | Шлях крізь сніги                                 | рос. «Путь сквозь снега»                          | 93 хв.  | Драма\|\| Україна \|\|                                                           |
| 2017 | мф | Великий злий лис та інші історії                 | фр. «Le Grand Méchant Renard et autres contes...» | 80 хв.  | Сімейна пригодницька комедія\|\| Франція Бельгія \|\|                            |
| 2017 | мф | Крижане серце: Різдво з Олафом                   | англ. «Olaf's Frozen Adventure»                   | 21 хв.  | Сімейна пригодницька комедія\|\| США \|\|                                        |
| 2017 | ф  | Листи до М 3                                     | пол. «Listy do M. 3»                              | 107 хв. | Романтична комедія\|\| Польща \|\|                                               |
| 2016 | тф | Різдвяна історія з Тіною Кароль                  | укр. «Різдвяна історія з Тіною Кароль»            | 70 хв.  | Музичний фільм\|\| Україна \|\|                                                  |
| 2016 | ф  | Поганий Санта 2                                  | англ. «Bad Santa 2»                               | 92 хв.  | Кримінальна комедія\|\| США \|\|                                                 |
| 2016 | ф  | Дивись на всі боки                               | англ. «Better Watch Out»                          | 89 хв.  | Психологічний горор\|\| США Австралія \|\|                                       |
| 2016 | ф  | Новорічний корпоратив                            | англ. «Office Christmas Party»                    | 105 хв. | Комедія\|\| США \|\|                                                             |
| 2016 | ф  | Чому він?                                        | англ. «Why Him?»                                  | 111 хв. | Комедія\|\| США \|\|                                                             |
| 2016 | тф | Заміж у Новий рік                                | рос. «Замуж в Новый год»                          | 86 хв.  | Лірична комедія\|\| Україна \|\|                                                 |
| 2015 | ф  | Маленький помічник Санти                         | англ. «Santa's Little Helper»                     | 91 хв.  | Сімейна комедія\|\| США \|\|                                                     |
| 2015 | ф  | Листи до М. 2                                    | пол. «Listy do M. 2»                              | 103 хв. | Романтична комедія\|\| Польща \|\|                                               |
| 2015 | ф  | Ніч перед похміллям                              | англ. «The Night Before»                          | 101 хв. | Комедія\|\| США \|\|                                                             |
| 2015 | ф  | Крампус: викрадач Різдва                         | англ. «Krampus»                                   | 98 хв.  | Надприродний фільм жахів, фентезі комедія\|\| США \|\|                           |
| 2015 | ф  | Різдвяна ніч у Барселоні                         | кат. «Barcelona, nit d'hivern»                    | 95 хв.  | Мелодрама\|\| Іспанія \|\|                                                       |
| 2014 | ф  | Мами 3                                           | рос. «Мамы 3»                                     | 92 хв.  | Лірична комедія\|\| Росія \|\|                                                   |
| 2014 | кф | Ненароком                                        | рос. «Нечаянно»                                   | 20 хв.  | Чорна комедія\|\| Росія \|\|                                                     |
| 2014 | тф | Найгірше Різдво Сердитого Кота                   | англ. «Grumpy Cat's Worst Christmas Ever»         | 87 хв.  | Сімейна пригодницька комедія\|\| США Канада \|\|                                 |
| 2014 | ф  | Різдво, знову                                    | англ. «Christmas, Again»                          | 80 хв.  | Драма\|\| США \|\|                                                               |
| 2014 | ф  | Ялинки 1914                                      | рос. «Ёлки 1914»                                  | 106 хв. | Сімейна мелодраматична комедія\|\| Росія \|\|                                    |
| 2014 | тф | Аліса в Країні Чудес                             | укр. «Аліса в Країні Чудес»                       | 90 хв.  | Музична комедія\|\| Україна \|\|                                                 |
| 2014 | ф  | Космічна станція 76                              | англ. «Space Station 76»                          | 93 хв.  | Науково-фантастична комедія драма\|\| США \|\|                                   |
| 2013 | мф | Альфа і Омега: Пригоди святкового виття          | англ. «Alpha and Omega 2: A Howl-iday Adventure»  | 47 хв.  | Дитяча пригодницька комедія\|\| США Індія \|\|                                   |
| 2013 | мф | Врятувати Санту                                  | англ. «Saving Santa»                              | 84 хв.  | Дитяча пригодницька комедія\|\| США Велика Британія Індія \|\|                   |
| 2013 | ф  | Друзі друзів                                     | рос. «Друзья друзей»                              | 91 хв.  | Комедія\|\| Росія \|\|                                                           |
| 2013 | мф | Крижане серце                                    | англ. «Frozen»                                    | 102 хв. | Дитяча пригодницька комедія\|\| США \|\|                                         |
| 2013 | ф  | Полярний рейс                                    | укр. «Полярний рейс»                              | 90 хв.  | Сімейна пригодницька комедія\|\| Україна \|\|                                    |
| 2013 | ф  | Різдво Медеї                                     | англ. «A Madea Christmas»                         | 100 хв. | Романтична комедія драма\|\| США \|\|                                            |
| 2013 | ф  | Ялинки 3                                         | рос. «Ёлки 3»                                     | 100 хв. | Сімейна мелодраматична комедія\|\| Росія \|\|                                    |
| 2013 | ф  | Ясність б'є                                      | англ. «All Is Bright»                             | 107 хв. | Бадді-муві комедія драма\|\| США \|\|                                            |
| 2013 | ф  | Креденс                                          | укр. «Креденс»                                    | 81 хв.  | Драма\|\| Україна \|\|                                                           |
| 2013 | тф | 1+1 удома                                        | укр. «1+1 удома»                                  | 110 хв. | Музична комедія\|\| Україна \|\|                                                 |
| 2012 | мф | Вартові легенд                                   | англ. «Rise of the Guardians»                     | 97 хв.  | Дитяча пригодницька комедія\|\| США \|\|                                         |
| 2012 | ф  | З новим роком, мами!                             | рос. «С новым годом, мамы!»                       | 85 хв.  | Лірична комедія драма\|\| Росія \|\|                                             |
| 2012 | ф  | Зі мною ось що відбувається                      | рос. «Со мною вот что происходит»                 | 72 хв.  | Драма\|\| Росія \|\|                                                             |
| 2012 | мф | Принцеса-лебідь: Різдво                          | англ. «The Swan Princess Christmas»               | 82 хв.  | Дитяча пригодницька комедія\|\| США \|\|                                         |
| 2012 | мф | Сніговик та Сніжна собака                        | англ. «The Snowman and the Snowdog»               | 24 хв.  | Дитяче фентезі\|\| Велика Британія \|\|                                          |
| 2012 | ф  | Сам удома 5: Святкове пограбування               | англ. «Home Alone: The Holiday Heist»             | 87 хв.  | Сімейна кримінальна комедія\|\| США Канада \|\|                                  |
| 2012 | тф | Різдво з Голлі                                   | англ. «Christmas with Holly»                      | 88 хв.  | Сімейна мелодрама\|\| США Канада \|\|                                            |
| 2011 | тф | Різдвяний поцілунок                              | англ. «A Christmas Kiss»                          | 96 хв.  | Романтична комедія\|\| США \|\|                                                  |
| 2011 | ф  | Листи до М.                                      | пол. «Listy do M»                                 | 110 хв. | Романтична комедія\|\| Польща \|\|                                               |
| 2011 | мф | Льодовиковий період: Різдво мамонтів             | англ. «Ice Age: A Mammoth Christmas»              | 25 хв.  | Дитяча пригодницька комедія\|\| США Канада \|\|                                  |
| 2011 | ф  | Мій хлопець — ангел                              | рос. «Мой парень — ангел»                         | 97 хв.  | Фентезі комедія\|\| Росія \|\|                                                   |
| 2011 | мф | Місія «Різдвяний порятунок»                      | англ. «Arthur Christmas»                          | 97 хв.  | Дитяча пригодницька комедія\|\| США Велика Британія \|\|                         |
| 2011 | ф  | Переддень Нового року                            | англ. «New Year's Eve»                            | 118 хв. | Комедійна романтична мелодрама\|\| США \|\|                                      |
| 2011 | ф  | Про що ще говорять чоловіки                      | рос. «О чём ещё говорят мужчины»                  | 95 хв.  | Комедія пародія\|\| Росія \|\|                                                   |
| 2011 | ф  | Платон Ангел                                     | укр. «Платон Ангел»                               | 104 хв. | Драма\|\| Україна \|\|                                                           |
| 2011 | кф | Приготування та Початок: Пустуни проти Слухняних | англ. «Prep & Landing: Naughty vs. Nice»          | 22 хв.  | Дитяча пригодницька комедія\|\| США \|\|                                         |
| 2011 | ф  | Принцеса на Різдво                               | англ. «A Princess for Christmas»                  | 90 хв.  | Сімейна романтична комедія\|\| США \|\|                                          |
| 2011 | мф | Смурфики: Різдвяна колядка                       | англ. «The Smurfs: A Christmas Carol»             | 22 хв.  | Дитяча пригодницька комедія\|\| США \|\|                                         |
| 2011 | мф | Таємна місія Санти                               | фін. «Maaginen kristalli»                         | 77 хв.  | Дитяча пригодницька комедія\|\| Фінляндія Бельгія \|\|                           |
| 2011 | ф  | Щасти Чарлі, це Різдво!                          | англ. «Good Luck Charlie, It's Christmas!»        | 90 хв.  | Сімейна комедія\|\| США \|\|                                                     |
| 2011 | ф  | Ялинки 2                                         | рос. «Ёлки 2»                                     | 106 хв. | Сімейна мелодраматична комедія\|\| Росія \|\|                                    |
| 2011 | ф  | Ялинки                                           | рос. «Ёлки»                                       | 90 хв.  | Сімейна мелодраматична комедія\|\| Росія \|\|                                    |
| 2011 | тф | Одного разу на Новий рік                         | рос. «Однажды в Новый год»                        | 88 хв.  | Мелодрама\|\| Україна \|\|                                                       |
| 2011 | ф  | Шалене Різдво Гарольда і Кумара                  | англ. «A Very Harold & Kumar 3D Christmas»        | 89 хв.  | Дитяча пригодницька комедія\|\| США \|\|                                         |
| 2010 | ф  | У пошуках Санта Лапуса                           | англ. «The Search for Santa Paws»                 | 96 хв.  | Пригодницьке фентезі\|\| США Канада \|\|                                         |
| 2010 | тф | Зимовий сон                                      | укр. «Зимовий сон»                                | 97 хв.  | Мелодрама\|\| Україна \|\|                                                       |
| 2010 | мф | Кунг-фу Панда: Святковий випуск                  | англ. «Kung Fu Panda Holiday»                     | 25 хв.  | Дитяча пригодницька комедія\|\| США \|\|                                         |
| 2010 | ф  | Лускунчик і Щурячий Король                       | англ. «The Nutcracker: The Untold Story»          | 110 хв. | Сімейне пригодницьке фентезі\|\| Велика Британія Угорщина Росія \|\|             |
| 2010 | тф | Новорічні свати                                  | укр. «Новорічні свати»                            | 97 хв.  | Телевізійний комедійний мюзикл\|\| Україна \|\|                                  |
| 2010 | тф | Новорічний детектив                              | рос. «Новогодний детектив»                        | 90 хв.  | Комедія\|\| Росія \|\|                                                           |
| 2010 | ф  | Санта на продаж                                  | англ. «Rare Exports: A Christmas Tale»            | 84 хв.  | Фентезійна пригодницька чорна комедія\|\| Фінляндія Норвегія Швеція Франція \|\| |
| 2010 | мф | Учень Санти                                      | англ. «Santa's Apprentice»                        | 77 хв.  | Сімейна комедія\|\| Франція Австралія \|\|                                       |
| 2010 | ф  | Нянька на Різдво                                 | англ. «A Nanny for Christmas»                     | 90 хв.  | Комедія\|\| США \|\|                                                             |

## 00-ні XXI
| 2009 | ф  | Різдво в супермаркеті                                  | рум. «Ho Ho Ho»                                                                         | 101 хв. | Сімейна комедія драма\|\| Румунія \|\|                                       |
| 2009 | тф | Глухар. Приходь, Новий рік!                            | рос. «Глухарь. Приходи, Новый год!»                                                     | 92 хв.  | Комедійний детектив\|\| Росія \|\|                                           |
| 2009 | мф | Приготування та Початок                                | англ. «Prep & Landing»                                                                  | 22 хв.  | Дитяча пригодницька комедія\|\| США \|\|                                     |
| 2009 | мф | Різдвяна історія                                       | англ. «A Christmas Carol»                                                               | 93 хв.  | Пригодницька фентезі драма\|\| США \|\|                                      |
| 2009 | тф | Різдвяна надія                                         | англ. «The Christmas Hope»                                                              | 90 хв.  | Драма\|\| США Канада \|\|                                                    |
| 2009 | ф  | Окис                                                   | англ. «Powder Blue»                                                                     | 106 хв. | Драма\|\| США \|\|                                                           |
| 2009 | тф | Загадай бажання                                        | рос. «Загадай желание»                                                                  | 84 хв.  | Мелодрама\|\| Росія \|\|                                                     |
| 2009 | ф  | Зроби Різдво блакитним                                 | англ. «Make the Yuletide Gay»                                                           | 89 хв.  | Мелодрама\|\| США \|\|                                                       |
| 2009 | тф | Це я                                                   | рос. «Это я»                                                                            | 82 хв.  | Мелодрама\|\| Росія \|\|                                                     |
| 2009 | мф | Веселого Мадагаскару                                   | англ. «Merry Madagascar»                                                                | 28 хв.  | Дитяча пригодницька комедія\|\| США \|\|                                     |
| 2009 | ф  | Чорна Блискавка                                        | рос. «Чёрная молния»                                                                    | 105 хв. | Фантастичний супергеройський пригодницький екшн\|\| Росія \|\|               |
| 2009 | ф  | Мелодія для катеринки                                  | рос. «Мелодия для шарманки»                                                             | 152 хв. | Драма\|\| Україна \|\|                                                       |
| 2008 | тф | Гасіть світло                                          | рос. «Тушите свет»                                                                      | 75 хв.  | Комедійна мелодрама\|\| Росія \|\|                                           |
| 2008 | ф  | Дідусь у подарунок                                     | рос. «Дедушка в подарок»                                                                | 84 хв.  | Сімейна мелодрама\|\| Росія Україна \|\|                                     |
| 2008 | тф | Історія кохання, або Новорічний розіграш               | рос. «История любви, или Новогодний розыгрыш»                                           | 81 хв.  | Комедійна романтична мелодрама\|\| Росія \|\|                                |
| 2008 | мф | Ніко — шлях до зірок                                   | фін. «Niko – Lentäjän poika»                                                            | 81 хв.  | Дитяче пригодницьке фентезі\|\| Фінляндія Данія Німеччина Ірландія \|\|      |
| 2008 | тф | Різдво в Ріо                                           | італ. «Natale a Rio»                                                                    | 114 хв. | Сімейна комедія\|\| Італія Бразилія \|\|                                     |
| 2008 | ф  | Ніч закритих дверей                                    | рос. «Ночь закрытых дверей»                                                             | 93 хв.  | Комедія\|\| Росія \|\|                                                       |
| 2008 | ф  | Різдвяний будиночок                                    | англ. «Christmas Cottage»                                                               | 103 хв. | Біографічна драма\|\| США \|\|                                               |
| 2008 | ф  | З Різдвом, Дрейку і Джоше!                             | англ. «Merry Christmas, Drake & Josh»                                                   | 94 хв.  | Сімейна бадді-муві комедія\|\| США \|\|                                      |
| 2008 | тф | Тариф «Новорічний»                                     | рос. «Тариф «Новогодний»»                                                               | 83 хв.  | Комедійне фентезі\|\| Росія \|\|                                             |
| 2008 | ф  | Чотири Різдва                                          | англ. «Four Christmases»                                                                | 88 хв.  | Романтична комедія\|\| США \|\|                                              |
| 2008 | тф | Найдивовижніший час року                               | англ. «The Most Wonderful Time of the Year»                                             | 88 хв.  | Романтична комедія\|\| США Канада \|\|                                       |
| 2008 | тф | Дорогі діти                                            | рос. «Дорогие дети»                                                                     | 84 хв.  | Комедія\|\| Україна \|\|                                                     |
| 2008 | ф  | Різдвяна казка                                         | фр. «Un conte de Noël»                                                                  | 155 хв. | Комедійна драма\|\| Франція \|\|                                             |
| 2007 | ф  | Парковка №2                                            | англ. «P2»                                                                              | 98 хв.  | Психологічний горор\|\| США \|\|                                             |
| 2007 | ф  | Поки її не було                                        | англ. «While She Was Out»                                                               | 86 хв.  | Кримінальний трилер\|\| США Канада Німеччина \|\|                            |
| 2007 | тф | Свято в наручниках                                     | англ. «Holiday in Handcuffs»                                                            | 86 хв.  | Сімейна кримінальна комедія\|\| США Канада \|\|                              |
| 2007 | ф  | Мільйон на Різдво                                      | англ. «Christmas in Wonderland»                                                         | 95 хв.  | Сімейна кримінальна комедія\|\| США Канада \|\|                              |
| 2007 | тф | Відкривайте, Діду Морозе!                              | рос. «Откройте, Дед Мороз!»                                                             | 98 хв.  | Комедійна мелодрама\|\| Росія \|\|                                           |
| 2007 | ф  | Дід Мороз мимоволі                                     | рос. «Дед Мороз поневоле»                                                               | 77 хв.  | Комедія\|\| Росія \|\|                                                       |
| 2007 | ф  | Елвін та бурундуки                                     | англ. «Alvin and the Chipmunks»                                                         | 92 хв.  | Дитяча пригодницька комедія\|\| США \|\|                                     |
| 2007 | ф  | Іронія долі. Продовження                               | рос. «Ирония судьбы. Продолжение»                                                       | 115 хв. | Лірична комедія\|\| Росія \|\|                                               |
| 2007 | тф | Лузер                                                  | рос. «Лузер»                                                                            | 104 хв. | Комедія\|\| Росія \|\|                                                       |
| 2007 | ф  | Моя мама — Снігуронька                                 | укр. «Моя мама Снігуронька»                                                             | 90 хв.  | Комедійна романтична мелодрама\|\| Росія Україна \|\|                        |
| 2007 | ф  | Один у новорічну ніч                                   | укр. «Один у новорічну ніч» рос. «Один в новогоднюю ночь»                               | 177 хв. | Лірична комедія\|\| Україна \|\|                                             |
| 2007 | ф  | Різдвяна витівка                                       | англ. «Christmas Caper»                                                                 | 90 хв.  | Сімейна фентезі комедія\|\| США \|\|                                         |
| 2007 | тф | Різдвяна історія                                       | фін. «Joulutarina»                                                                      | 82 хв.  | Сімейна фентезі драма\|\| Фінляндія \|\|                                     |
| 2007 | тф | Сніжний ангел                                          | рос. «Снежный ангел»                                                                    | 101 хв. | Комедія\|\| Росія \|\|                                                       |
| 2007 | тф | Суджений-ряджений                                      | рос. «Суженый-ряженый»                                                                  | 90 хв.  | Комедійна мелодрама\|\| Росія \|\|                                           |
| 2007 | мф | Том і Джеррі: Історія про Лускунчика                   | англ. «Tom and Jerry: A Nutcracker Tale»                                                | 47 хв.  | Дитяча пригодницька комедія\|\| США Канада \|\|                              |
| 2007 | мф | Шрек: Різдво                                           | англ. «Shrek the Halls»                                                                 | 21 хв.  | Дитяча пригодницька комедія\|\| США \|\|                                     |
| 2007 | тф | Ювілей                                                 | рос. «Юбилей»                                                                           | 113 хв. | Комедія\|\| Росія \|\|                                                       |
| 2007 | тф | Дуже новорічне кіно, або Ніч у музеї                   | рос. «Очень новогоднее кино, или Ночь в музее»                                          | 111 хв. | Музична комедія\|\| Україна \|\|                                             |
| 2007 | ф  | Фред Клаус, брат Санти                                 | англ. «Fred Claus»                                                                      | 115 хв. | Сімейна фентезі комедія\|\| США \|\|                                         |
| 2007 | тф | Ялинка, кролик, папуга                                 | рос. «Ёлка, кролик, папугай»                                                            | 87 хв.  | Комедія\|\| Україна \|\|                                                     |
| 2007 | тф | Терміново потрібен Дід Мороз                           | рос. «Срочно требуется Дед Мороз»                                                       | 81 хв.  | Комедія драма\|\| Україна \|\|                                               |
| 2007 | тф | Кольє для снігової баби                                | рос. «Колье для снежной бабы»                                                           | 90 хв.  | Мелодрама\|\| Україна \|\|                                                   |
| 2007 | тф | Мільйон від Діда Мороза                                | укр. «Мільйон від Діда Мороза»                                                          | 90 хв.  | Комедія\|\| Україна \|\|                                                     |
| 2006 | тф | Леся+Рома. Не наїжджай на Діда Мороза!                 | укр. «Леся+Рома. Не наїжджай на Діда Мороза!»                                           | 90 хв.  | Комедія\|\| Україна \|\|                                                     |
| 2006 | тф | Зоряні канікули                                        | укр. «Зоряні канікули»                                                                  | 97 хв.  | Музична комедія\|\| Україна \|\|                                             |
| 2006 | ф  | Луні Тюнз. Ну, з Різдвом!                              | англ. «Bah, Humduck! A Looney Tunes Christmas»                                          | 45 хв.  | Дитяча пригодницька комедія\|\| США \|\|                                     |
| 2006 | ф  | Діти без нагляду                                       | англ. «Unaccompanied Minors»                                                            | 90 хв.  | Сімейна пригодницька комедія\|\| США Австралія \|\|                          |
| 2006 | ф  | Відпустка за обміном                                   | англ. «The Holiday»                                                                     | 136 хв. | Романтична комедія\|\| США \|\|                                              |
| 2006 | ф  | Чорне Різдво                                           | англ. «Black Christmas»                                                                 | 95 хв.  | Молодіжний слешер\|\| США Канада \|\|                                        |
| 2006 | тф | Дивне Різдво                                           | укр. «Дивне Різдво»                                                                     | 142 хв. | Сімейна комедія\|\| Україна \|\|                                             |
| 2006 | тф | Весілля на Різдво                                      | англ. «A Christmas Wedding»                                                             | 89 хв.  | Романтична комедія\|\| США \|\|                                              |
| 2006 | ф  | Посейдон                                               | англ. «Poseidon»                                                                        | 98 хв.  | Фільм-катастрофа\|\| США \|\|                                                |
| 2006 | тф | Рік без Санта-Клауса                                   | англ. «The Year Without a Santa Claus»                                                  | 85 хв.  | Сімейне комедійне фентезі\|\| США \|\|                                       |
| 2006 | тф | Карнавальна ніч 2                                      | рос. «Карнавальная ночь 2, или 50 лет спустя»                                           | 162 хв. | Комедійний концерт\|\| Росія \|\|                                            |
| 2006 | мф | Свяцо: Різдво, яке майже не відбулося                  | англ. «Holidaze: The Christmas That Almost Didn't Happen»                               | 60 хв.  | Комедія\|\| США \|\|                                                         |
| 2006 | ф  | Наречена                                               | рос. «Невеста»                                                                          | 74 хв.  | Мелодрама\|\| Росія \|\|                                                     |
| 2006 | ф  | Ласкаво просимо, або сусідам вхід заборонений          | англ. «Deck the Halls»                                                                  | 93 хв.  | Сімейна романтична кінокомедія\|\| США \|\|                                  |
| 2006 | ф  | Санта Клаус 3                                          | англ. «The Santa Clause 3: The Escape Clause»                                           | 92 хв.  | Сімейна пригодницька комедія\|\| США \|\|                                    |
| 2006 | мф | Снігуронька                                            | рос. «Снегурочка»                                                                       | 26 хв.  | Дитяче фентезі\|\| Росія \|\|                                                |
| 2006 | ф  | Хто приходить у зимовий вечір                          | рос. «Кто приходит в зимний вечер»                                                      | 90 хв.  | Комедія\|\| Росія \|\|                                                       |
| 2005 | тф | Його і її Різдво                                       | англ. «His and Her Christmas»                                                           | 69 хв.  | Романтична комедія\|\| США Канада \|\|                                       |
| 2005 | тф | Новорічний кілер                                       | рос. «Новогодний киллер»                                                                | 102 хв. | Комедія\|\| Україна \|\|                                                     |
| 2005 | ф  | Знайомтесь із Сантами                                  | англ. «Meet the Santas»                                                                 | 96 хв.  | Сімейна фентезі комедія\|\| США \|\|                                         |
| 2005 | ф  | Привіт сім'ї                                           | англ. «The Family Stone»                                                                | 103 хв. | Романтична комедія\|\| США \|\|                                              |
| 2005 | ф  | Вбити коропа                                           | рос. «Убить карпа»                                                                      | 100 хв. | Комедія\|\| Росія \|\|                                                       |
| 2005 | ф  | З Новим роком, тато!                                   | рос. «С Новым годом, папа!»                                                             | 90 хв.  | Комедія\|\| Росія \|\|                                                       |
| 2005 | ф  | Ой, мороз, мороз!                                      | рос. «Ой, мороз, мороз!»                                                                | 95 хв.  | Комедія\|\| Росія \|\|                                                       |
| 2005 | мф | Снігова королева                                       | яп. «雪の女王»                                                                          | хв.     | Дитяче фентезі\|\| Японія \|\|                                               |
| 2005 | ф  | Просимо до столу, або обережно, кохання!               | рос. «Кушать подано, или Осторожно, любовь!»                                            | 85 хв.  | Романтична комедія\|\| Україна \|\|                                          |
| 2005 | мф | Пінгвіни Мадагаскару: Операція «З Новим Роком»         | англ. «The Madagascar Penguins in a Christmas Caper»                                    | 12 хв.  | Дитяча пригодницька комедія\|\| США \|\|                                     |
| 2005 | ф  | Просто друзі                                           | англ. «Just Friends»                                                                    | 96 хв.  | Романтична комедія\|\| США \|\|                                              |
| 2005 | мф | Щасливий Ельф                                          | англ. «The Happy Elf»                                                                   | 45 хв.  | Дитяча пригодницька комедія\|\| США \|\| \|\|                                |
| 2005 | ф  | Щасливого Різдва                                       | фр. «Joyeux Noël»                                                                       | 116 хв. | Історична військова драма\|\| Франція Німеччина Велика Британія Бельгія \|\| |
| 2005 | ф  | Санта-кілер                                            | англ. «Santa's Slay»                                                                    | 78 хв.  | Фентезійний cлешер комедія\|\| США Канада \|\|                               |
| 2004 | тф | За два кілометри від Нового року                       | рос. «В двух километрах от Нового Года»                                                 | 93 хв.  | Комедія драма\|\| Україна \|\|                                               |
| 2004 | тф | Плакальник, або Новорічний детектив                    | рос. «Плакальщик, или Новогодний детектив»                                              | 90 хв.  | Комедія\|\| Росія Україна \|\|                                               |
| 2004 | тф | 32 грудня                                              | рос. «32 декабря»                                                                       | 104 хв. | Комедія\|\| Росія \|\|                                                       |
| 2004 | мф | Лускунчик                                              | нім. «Der Nussknacker»                                                                  | 82 хв.  | Дитяче фентезі\|\| Росія Німеччина \|\|                                      |
| 2004 | мф | Міккі Маус: І знову на Різдво                          | англ. «Mickey's Twice Upon a Christmas»                                                 | 68 хв.  | Дитяча пригодницька комедія\|\| США \|\|                                     |
| 2004 | тф | Новорічні чоловіки                                     | рос. «Новогодние мужчины»                                                               | 138 хв. | Комедійна мелодрама\|\| Росія \|\|                                           |
| 2004 | ф  | Ноель                                                  | англ. «Noel»                                                                            | 96 хв.  | Драма\|\| США Канада \|\|                                                    |
| 2004 | мф | Пережити Різдво                                        | англ. «Surviving Christmas»                                                             | 91 хв.  | Чорна комедія\|\| США \|\|                                                   |
| 2004 | мф | Полярний експрес                                       | англ. «The Polar Express»                                                               | 100 хв. | Дитяча пригодницька комедія\|\| США \|\|                                     |
| 2004 | ф  | Прощавайте, докторе Фрейд!                             | рос. «Прощайте, доктор Фрейд!»                                                          | 104 хв. | Комедія\|\| Росія \|\|                                                       |
| 2004 | ф  | Різдво з невдахами                                     | англ. «Christmas with the Kranks»                                                       | 98 хв.  | Сімейна комедія\|\| США \|\|                                                 |
| 2004 | тф | Різдво в коханні                                       | італ. «Christmas in Love»                                                               | 118 хв. | Романтична комедія\|\| Італія Швейцарія \|\|                                 |
| 2004 | тф | Самотній Санта шукає місіс Клаус                       | англ. «Single Santa Seeks Mrs. Claus»                                                   | 96 хв.  | Фентезійна комедія\|\| США Німеччина \|\|                                    |
| 2004 | ф  | Француз                                                | рос. «Француз»                                                                          | 104 хв. | Комедійна романтична мелодрама\|\| Росія \|\|                                |
| 2003 | мф | У пошуках Санти                                        | англ. «In Search of Santa»                                                              | 70 хв.  | Дитяча пригодницька комедія\|\| США \|\|                                     |
| 2003 | ф  | Тупик                                                  | англ. «Dead End»                                                                        | 85 хв.  | Надприродний фільм жахів\|\| Франція \|\|                                    |
| 2003 | ф  | Божевільний день, або Одруження Фігаро                 | укр. «Божевільний день, або Одруження Фігаро» рос. «Безумный день, или Женитьба Фигаро» | 138 хв. | Мюзикл\|\| Росія Україна \|\|                                                |
| 2003 | ф  | Бурштинові крила                                       | рос. «Янтарные крылья»                                                                  | 104 хв. | Мелодрама\|\| Росія \|\|                                                     |
| 2003 | тф | З новим роком! З новим щастям!                         | рос. «С Новым годом! С новым счастьем!»                                                 | 117 хв. | Сімейна мелодраматична комедія\|\| Росія \|\|                                |
| 2003 | тф | За двома зайцями                                       | укр. «За двома зайцями» рос. «За двумя зайцами»                                         | 102 хв. | Мюзикл комедія\|\| Росія Україна \|\|                                        |
| 2003 | тф | Новорічний романс                                      | рос. «Новогодний романс»                                                                | 104 хв. | Мелодрама\|\| Росія \|\|                                                     |
| 2003 | тф | Опопомоз                                               | італ. «Opopomoz»                                                                        | 76 хв.  | Сімейна комедія\|\| Італія \|\|                                              |
| 2003 | ф  | Поганий Санта                                          | англ. «Bad Santa»                                                                       | 91 хв.  | Чорна комедія\|\| США \|\|                                                   |
| 2003 | ф  | Реальна любов                                          | англ. «Love Actually»                                                                   | 136 хв. | Романтична комедія\|\| Велика Британія \|\|                                  |
| 2003 | тф | Снігова королева                                       | укр. «Снігова королева» рос. «Снежная королева»                                         | 100 хв. | Мюзикл\|\| Росія Україна \|\|                                                |
| 2003 | ф  | Четверте бажання                                       | рос. «Четвертое желание»                                                                | 160 хв. | Мелодрама\|\| Росія \|\|                                                     |
| 2003 | ф  | Ельф                                                   | англ. «Elf»                                                                             | 97 хв.  | Сімейна комедія\|\| США \|\|                                                 |
| 2003 | тф | Снігове кохання, або Сон у зимову ніч                  | рос. «Снежная любовь, или Сон в зимнюю ночь»                                            | 106 хв. | Мелодрама\|\| Україна \|\|                                                   |
| 2002 | мф | Превеселий Новий рік з Вінні                           | англ. «Winnie the Pooh: A Very Merry Pooh Year»                                         | 64 хв.  | Дитяча пригодницька комедія\|\| США \|\|                                     |
| 2002 | тф | Залізничний романс                                     | рос. «Железнодорожный романс»                                                           | 104 хв. | Мелодрама\|\| Росія \|\|                                                     |
| 2002 | ф  | Сам удома 4                                            | англ. «Home Alone 4»                                                                    | 84 хв.  | Сімейна кримінальна комедія\|\| США \|\|                                     |
| 2002 | тф | Різдво на Нілі                                         | італ. «Natale sul Nilo»                                                                 | 103 хв. | Сімейна комедія\|\| Італія Іспанія Велика Британія \|\|                      |
| 2002 | ф  | Санта Клаус 2                                          | англ. «The Santa Clause 2: The Mrs. Clause»                                             | 104 хв. | Дитяча комедія\|\| США \|\|                                                  |
| 2002 | ф  | 8 жінок                                                | фр. «8 femmes»                                                                          | 111 хв. | Детективна музична комедія\|\| Франція Італія \|\|                           |
| 2002 | ф  | Ще одна п'ятниця                                       | англ. «Friday After Next»                                                               | 85 хв.  | Комедія\|\| США \|\|                                                         |
| 2002 | ф  | Розпечене Різдво                                       | англ. «Christmas Rush»                                                                  | 100 хв. | Бойовик драма\|\| США \|\|                                                   |
| 2001 | тф | Вечори на хуторі біля Диканьки                         | укр. «Вечори на хуторі біля Диканьки» рос. «Вечера на хуторе близ Диканьки»             | 105 хв. | Телевізійний мюзикл\|\| Росія Україна \|\|                                   |
| 2001 | ф  | Інтуїція                                               | англ. «Serendipity»                                                                     | 91 хв.  | Сімейна романтична мелодрама\|\| США \|\|                                    |
| 2001 | ф  | Наше Різдво                                            | англ. «'R Xmas»                                                                         | 85 хв.  | Кримінальна драма\|\| США Франція \|\|                                       |
| 2001 | мф | Різдвяна казка                                         | англ. «Christmas Carol: The Movie»                                                      | 81 хв.  | Сімейне фентезі\|\| Велика Британія \|\|                                     |
| 2001 | мф | Чарівне Різдво у Мікі: Замкнені снігом в Мишачому домі | англ. «Mickey's Magical Christmas: Snowed in at the House of Mouse»                     | 65 хв.  | Дитяча пригодницька комедія\|\| США Філіппіни \|\|                           |
| 2001 | ф  | Цвіркун за вогнищем                                    | рос. «Сверчок за очагом»                                                                | 107 хв. | Фентезі\|\| Росія \|\|                                                       |
| 2001 | ф  | Якось уночі                                            | англ. «'Twas the Night»                                                                 | 84 хв.  | Сімейна комедія\|\| США \|\|                                                 |
| 2000 | ф  | Азартні ігри                                           | англ. «Reindeer Games»                                                                  | 104 хв. | Трилер, екшн, кримінальна драма\|\| США \|\|                                 |
| 2000 | ф  | Як Ґрінч украв Різдво                                  | англ. «Dr. Seuss' How the Grinch Stole Christmas»                                       | 104 хв. | Дитяча пригодницька комедія\|\| США \|\|                                     |
| 2000 | ф  | Санта, хто?                                            | англ. «Santa Who?»                                                                      | 88 хв.  | Фентезійна комедія\|\| США \|\|                                              |
| 2000 | ф  | Останній різдвяний подарунок                           | англ. «The Ultimate Christmas Present»                                                  | 85 хв.  | Сімейна комедія\|\| США \|\|                                                 |
| 2000 | ф  | Приходь мене розглянути                                | рос. «Приходи на меня посмотреть»                                                       | 102 хв. | Комедійна мелодрама\|\| Росія \|\|                                           |
| 2000 | ф  | Різдвяні пригоди                                       | пол. «Świąteczna przygoda»                                                              | 87 хв.  | Дитяча пригодницька комедія\|\| Польща \|\|                                  |
| 2000 | ф  | Свято серця                                            | англ. «Holiday Heart»                                                                   | 96 хв.  | Драма\|\| США \|\|                                                           |
| 2000 | ф  | Сім'янин                                               | англ. «The Family Man»                                                                  | 125 хв. | Сімейна романтична мелодрама\|\| США \|\|                                    |

## 90-ті XX
| 1999 | ф  | Афінські вечори                             | рос. «Афинские вечера»                                         | 97 хв.  | Лірична комедія\|\| Росія \|\|                                 |
| 1999 | ф  | З новим щастям!                             | рос. «С новым счастьем!»                                       | 250 хв. | Мелодрама\|\| Росія \|\|                                       |
| 1999 | мф | Лускунчик — принц горіхів                   | англ. «The Nuttiest Nutcracker»                                | 48 хв.  | Дитяча пригодницька комедія\|\| США \|\|                       |
| 1999 | мф | Лускунчик та Мишачий король                 | рос. «Щелкунчик и Мышиный король»                              | 2 хв.   | Дитяче фентезі\|\| Росія \|\|                                  |
| 1999 | мф | Одного разу на Різдво                       | англ. «Mickey's Once Upon a Christmas»                         | 64 хв.  | Дитяча пригодницька комедія\|\| США \|\|                       |
| 1999 | ф  | Президент та його внучка                    | рос. «Президент и его внучка»                                  | 101 хв. | Комедійна мелодрама\|\| Росія \|\|                             |
| 1999 | ф  | Сезон чудес                                 | англ. «A Season for Miracles»                                  | 90 хв.  | Мелодрама\|\| США \|\|                                         |
| 1999 | тф | Обійми та поцілунки                         | італ. «Baci e abbracci»                                        | 105 хв. | Сімейна комедія\|\| Італія \|\|                                |
| 1999 | ф  | 200 цигарок                                 | англ. «200 Cigarettes»                                         | 101 хв. | Комедія драма\|\| США \|\|                                     |
| 1998 | ф  | Джек Фрост                                  | англ. «Jack Frost»                                             | 101 хв. | Сімейна комедія-драма\|\| США \|\|                             |
| 1998 | ф  | Остання новорічна ніч                       | італ. «L'ultimo capodanno»                                     | 109 хв. | Комедія драма\|\| Італія \|\|                                  |
| 1998 | ф  | Новорічна історія                           | англ. «Curtain Call»                                           | 101 хв. | Фентезійна комедія\|\| США \|\|                                |
| 1998 | тф | Різдвяне бажання Річі Річа                  | англ. «Richie Rich's Christmas Wish»                           | 84 хв.  | Сімейна комедія\|\| США \|\|                                   |
| 1998 | мф | Різдво для всіх собак                       | англ. «An All Dogs Christmas Carol»                            | 74 хв.  | Дитяча пригодницька комедія\|\| США \|\|                       |
| 1998 | мф | Різдвяний вечір Бастера і Чонсі             | англ. «Buster & Chauncey's Silent Night»                       | 48 хв.  | Дитяча пригодницька комедія\|\| США \|\|                       |
| 1998 | мф | Червононосе північне оленятко Рудольф       | англ. «Rudolph the Red-Nosed Reindeer: The Movie»              | 92 хв.  | Дитяче фентезі\|\| США \|\|                                    |
| 1997 | ф  | Сам удома 3                                 | англ. «Home Alone 3»                                           | 102 хв. | Сімейна кримінальна комедія\|\| США \|\|                       |
| 1997 | ф  | Бідна Саша                                  | рос. «Бедная Саша»                                             | 95 хв.  | Комедійна мелодрама\|\| Росія \|\|                             |
| 1997 | ф  | Пекельне таксі                              | англ. «Chicago Cab»                                            | 96 хв.  | Комедія драма\|\| США \|\|                                     |
| 1997 | тф | Різдвяні подарунки                          | англ. «The Christmas List»                                     | 106 хв. | Романтична комедія фентезі\|\| США Канада \|\|                 |
| 1997 | ф  | Діти в країні іграшок                       | англ. «Babes in Toyland»                                       | 74 хв.  | Дитяча музична комедія\|\| США \|\|                            |
| 1997 | мф | Красуня та Чудовисько: Зачароване Різдво    | англ. «Beauty and the Beast: The Enchanted Christmas»          | 71 хв.  | Дитяча пригодницька комедія\|\| США \|\|                       |
| 1997 | ф  | Родина напрокат                             | англ. «Borrowed Hearts»                                        | 91 хв.  | Романтична фентезі драма\|\| США Канада \|\|                   |
| 1997 | ф  | Сирота казанська                            | рос. «Сирота казанская»                                        | 82 хв.  | Комедійна мелодрама\|\| Росія \|\|                             |
| 1997 | мф | Таємничий світ Санта Клауса                 | фр. «Le Monde secret du Père Noël»                             | 650 хв. | Дитяче фентезі\|\| Франція Канада \|\|                         |
| 1996 | тф | Різдво щодня                                | англ. «Christmas Every Day»                                    | 95 хв.  | Фентезійна комедія\|\| США \|\|                                |
| 1996 | ф  | Дружина священика                           | англ. «The Preacher's Wife»                                    | 124 хв. | Драматична фентезі комедія\|\| США \|\|                        |
| 1996 | ф  | Майкл                                       | англ. «Michael»                                                | 105 хв. | Драматична фентезі комедія\|\| США \|\|                        |
| 1996 | ф  | Місіс Санти Клауса                          | англ. «Mrs. Santa Claus»                                       | 90 хв.  | Сімейна фентезі комедія\|\| США \|\|                           |
| 1996 | тф | Операція «З Новим роком!                    | рос. «Операция «С Новым годом!»»                               | 110 хв. | Комедія\|\| Росія \|\|                                         |
| 1996 | ф  | Подарунок на Різдво                         | англ. «Jingle All the Way»                                     | 89 хв.  | Сімейна комедія\|\| США \|\|                                   |
| 1996 | ф  | Поки ти спав                                | англ. «While You Were Sleeping»                                | 103 хв. | Сімейна романтична комедія\|\| США \|\|                        |
| 1996 | ф  | Санта здоровань                             | англ. «Santa with Muscles»                                     | 96 хв.  | Сімейна комедія\|\| США \|\|                                   |
| 1996 | мф | Різдво                                      | рос. «Рождество»                                               | 14 хв.  | Дитяче фентезі\|\| Росія \|\|                                  |
| 1996 | тф | Блакитна стріла                             | італ. «La freccia azzurra»                                     | 78 хв.  | Сімейне фентезі\|\| Італія Швейцарія Німеччина Люксембург \|\| |
| 1995 | мф | Снігова королева                            | англ. «The Snow Queen»                                         | 75 хв.  | Фентезі\|\| Велика Британія \|\|                               |
| 1995 | ф  | Старі пісні про головне                     | рос. «Старые песни о главном»                                  | 89 хв.  | Музична комедія\|\| Росія \|\|                                 |
| 1995 | ф  | Чотири кімнати                              | англ. «Four Rooms»                                             | 114 хв. | Чорна комедія\|\| США \|\|                                     |
| 1995 | ф  | Грошовий поїзд                              | англ. «Money Train»                                            | 110 хв. | Кримінальна комедія драма\|\| США \|\|                         |
| 1994 | ф  | Диво на 34-й вулиці                         | англ. «Miracle on 34th Street»                                 | 114 хв. | Сімейна фентезі драма\|\| США \|\|                             |
| 1994 | ф  | Змішані горіхи                              | англ. «Mixed Nuts»                                             | 97 хв.  | Комедія драма\|\| США \|\|                                     |
| 1994 | мф | Місячна доріжка                             | рос. «Лунная дорожка»                                          | 8 хв.   | Дитяче фентезі\|\| Росія \|\|                                  |
| 1994 | ф  | Санта Клаус                                 | англ. «The Santa Clause»                                       | 97 хв.  | Сімейна фентезі комедія\|\| США \|\|                           |
| 1994 | ф  | Упіймані в раю                              | англ. «Trapped In Paradise»                                    | 111 хв. | Кримінальна комедія\|\| США \|\|                               |
| 1993 | мф | Різдвяна казка                              | укр. «Різдвяна казка»                                          | 15 хв.  | Дитяча пригодницька комедія\|\| Україна \|\|                   |
| 1993 | ф  | Дивіться, хто заговорив                     | англ. «Look Who's Talking Now»                                 | 96 хв.  | Сімейна романтична комедія\|\| США \|\|                        |
| 1993 | мф | Жах перед Різдвом                           | англ. «The Nightmare Before Christmas»                         | 76 хв.  | Сімейне темне фентезі\|\| США \|\|                             |
| 1993 | мф | Сільська миша і міська миша: Різдвяна казка | англ. «The Country Mouse and the City Mouse: A Christmas Tale» | 25 хв.  | Сімейна драма\|\| США \|\|                                     |
| 1993 | ф  | Лускунчик                                   | англ. «The Nutcracker»                                         | 92 хв.  | Музичний фільм\|\| США \|\|                                    |
| 1993 | мф | Різдвяна фантазія                           | рос. «Рождественская фантазия»                                 | 10 хв.  | Дитяче фентезі\|\| Росія \|\|                                  |
| 1993 | ф  | Різдвяний переполох                         | рос. «Рождественский переполох»                                | 78 хв.  | Сімейна драма комедія\|\| Росія Латвія \|\|                    |
| 1993 | мф | Чуффик                                      | рос. «Чуффык»                                                  | 10 хв.  | Дитяче фентезі\|\| Росія \|\|                                  |
| 1992 | ф  | Маленька міс мільйонерка                    | англ. «Little Miss Millions»                                   | 90 хв.  | Сімейна комедія\|\| США \|\|                                   |
| 1992 | ф  | Сам удома 2: Загублений у Нью-Йорку         | англ. «Home Alone 2: Lost in New York»                         | 120 хв. | Сімейна пригодницька комедія\|\| США \|\|                      |
| 1991 | ф  | Тиха ніч, смертельна ніч 5                  | англ. «Silent Night, Deadly Night 5: The Toy Maker»            | 90 хв.  | Фантастичний фільм жахів\|\| США \|\|                          |
| 1991 | ф  | Все, що я хочу на Різдво                    | англ. «All I Want for Christmas»                               | 92 хв.  | Сімейна комедія\|\| США \|\|                                   |
| 1991 | мф | Міс Новий Рік                               | рос. «Мисс Новый Год»                                          | 9 хв.   | Дитяче пригодницьке комедійне фентезі\|\| СРСР \|\|            |
| 1991 | мф | Різдвяний татусь                            | англ. «Father Christmas»                                       | 26 хв.  | Дитяче фентезі\|\| Велика Британія \|\|                        |
| 1990 | ф  | Сам удома                                   | англ. «Home Alone»                                             | 102 хв. | Сімейна пригодницька комедія\|\| США \|\|                      |

## 80-ті XX
| 1989 | ф  | Різдвяні канікули              | англ. «National Lampoon's Christmas Vacation» | 97 хв.  | Сімейна комедія\|\| США \|\|                       |
| 1989 | тф | Назар Стодоля                  | укр. «Назар Стодоля»                          | 68 хв.  | Драма\|\| СРСР \|\|                                |
| 1988 | мф | 32 грудня                      | рос. «32 декабря»                             | 16 хв.  | Дитячий мюзикл\|\| СРСР \|\|                       |
| 1988 | ф  | Нова різдвяна казка            | англ. «Scrooged»                              | 101 хв. | Фентезійна чорна комедія\|\| США \|\|              |
| 1987 | тф | Щасливий випадок               | рос. «Счастливый случай»                      | 68 хв.  | Комедійна мелодрама\|\| СРСР \|\|                  |
| 1986 | тф | Різдвяний подарунок            | італ. «Regalo di Natale»                      | 101 хв. | Драма\|\| Італія \|\|                              |
| 1985 | ф  | Снігуроньку викликали?         | рос. «Снегурочку вызывали?»                   | 67 хв.  | Комедійна мелодрама\|\| СРСР \|\|                  |
| 1984 | мф | Зима в Простоквашино           | рос. «Зима в Простоквашино»                   | 16 хв.  | Дитяча пригодницька комедія\|\| СРСР \|\|          |
| 1984 | мф | Лісові ельфи                   | яп. «森のトントたち»                          | 92 хв.  | Дитяче фентезі\|\| Японія \|\|                     |
| 1984 | ф  | Різдвяна історія               | англ. «A Christmas Carol»                     | 100 хв. | Сімейна фентезі драма\|\| США Велика Британія \|\| |
| 1984 | ф  | Тиха ніч, смертельна ніч       | англ. «Silent Night, Deadly Night»            | 79 хв.  | Фільм жахів трилер\|\| США \|\|                    |
| 1983 | мф | Новорічна пісенька Діда Мороза | рос. «Новогодняя песенка Деда Мороза»         | 4 хв.   | Дитяче фентезі\|\| СРСР \|\|                       |
| 1983 | мф | Падав торішній сніг            | рос. «Падал прошлогодний снег»                | 20 хв.  | Сімейна драма комедія\|\| СРСР \|\|                |
| 1983 | кф | Різдвяна історія               | англ. «A Christmas Story»                     | 93 хв.  | Сімейна комедія\|\| США Канада \|\|                |
| 1983 | мф | Різдвяна історія Міккі         | англ. «Mickey's Christmas Carol»              | 26 хв.  | Дитяче фентезі\|\| США \|\|                        |
| 1982 | ф  | Різдвяний татусь — грязнуля    | фр. «Le père Noël est une ordure»             | 87 хв.  | Чорна комедія\|\| Франція \|\|                     |
| 1982 | мф | Сніговик                       | англ. «The Snowman»                           | 27 хв.  | Дитяче фентезі\|\| Велика Британія \|\|            |
| 1982 | ф  | Чародії                        | рос. «Чародеи»                                | 147 хв. | Фантазійний комедійний мюзикл\|\| СРСР \|\|        |
| 1981 | мф | Мороз Іванович                 | рос. «Мороз Иванович»                         | 10 хв.  | Дитяче фентезі\|\| СРСР \|\|                       |
| 1980 | мф | Новорічна пригода              | рос. «Новогоднее приключение»                 | 16 хв.  | Дитяче фентезі\|\| СРСР \|\|                       |
| 1980 | мф | Різдво з Білосніжкою           | англ. «A Snow White Christmas»                | 46 хв.  | Дитяча пригодницька комедія\|\| США \|\|           |
| 1980 | ф  | Старий Новий рік               | рос. «Старый Новый год»                       | 138 хв. | Лірична трагікомедія\|\| СРСР \|\|                 |

## 70-ті XX
| 1978 | кф | Власна різдвяна історія Бенджі            | англ. «Benji's Very Own Christmas Story»         | 25 хв.  | Сімейна комедія\|\| США \|\|                              |
| 1978 | мф | Дід Мороз та сірий вовк                   | рос. «Дед Мороз и серый волк»                    | 17 хв.  | Дитяче фентезі\|\| СРСР \|\|                              |
| 1975 | ф  | Іронія долі, або З легкою парою!          | рос. «Ирония судьбы, или С лёгким паром!»        | 190 хв. | Лірична трагікомедія\|\| СРСР \|\|                        |
| 1975 | ф  | Новорічні пригоди Маші і Віті             | рос. «Новогодние приключения Маши и Вити»        | 71 хв.  | Сімейне музичне фентезі\|\| СРСР \|\|                     |
| 1975 | тф | Вбивства в нічному поїзді                 | італ. «L'ultimo treno della notte»               | 94 хв.  | Трилер\|\| Італія \|\|                                    |
| 1975 | мф | Як їжачок і ведмедик зустрічали Новий рік | укр. «Як їжачок і ведмедик зустрічали Новий рік» | 10 хв.  | Дитяча пригодницька комедія\|\| СРСР \|\|                 |
| 1974 | мф | Ну зачекай! Випуск 8                      | рос. «Ну, погоди! Выпуск 8»                      | 10 хв.  | Дитяче фентезі\|\| СРСР \|\|                              |
| 1973 | мф | Лускунчик                                 | рос. «Щелкунчик»                                 | 27 хв.  | Телевізійний фантастичний комедійний мюзикл\|\| СРСР \|\| |
| 1973 | ф  | Хороший рік                               | фр. «La Bonne Année»                             | 115 хв. | Кримінальна комедія\|\| Франція \|\|                      |
| 1973 | тф | Ця весела планета                         | рос. «Эта весёлая планета»                       | 94 хв.  | Телевізійний фантастичний комедійний мюзикл\|\| СРСР \|\| |
| 1972 | ф  | Дванадцять місяців                        | рос. «Двенадцать месяцев»                        | 135 хв. | Дитяче фентезі\|\| СРСР \|\|                              |
| 1972 | мф | Новорічна казка                           | рос. «Новогодняя сказка»                         | 18 хв.  | Дитяче фентезі\|\| СРСР \|\|                              |
| 1972 | мф | У лісі народилася ялиночка                | рос. «В лесу родилась ёлочка»                    | 7 хв.   | Дитяче музичне фентезі\|\| СРСР \|\|                      |
| 1970 | ф  | Скряга                                    | англ. «Scrooge»                                  | 113 хв. | Сімейна фентезі драма\|\| США Велика Британія \|\|        |
| 1970 | мф | Умка шукає друга                          | рос. «Умка ищет друга»                           | 10 хв.  | Дитяче фентезі\|\| СРСР \|\|                              |

## 60-ті XX
| 1969 | мф | Пригоди Сніговика Фрості       | англ. «Frosty the Snowman»                                  | 25 хв.  | Дитяче фентезі\|\| США \|\|                 |
| 1969 | тф | Новорічне викрадення           | рос. «Новогоднее похищение»                                 | 212 хв. | Сімейний комедійний концерт\|\| СРСР \|\|   |
| 1969 | мф | Дід Мороз та літо              | рос. «Дед Мороз и лето»                                     | 20 хв.  | Дитяче фентезі\|\| СРСР \|\|                |
| 1969 | тф | О тринадцятій годині ночі      | рос. «В тринадцатом часу ночи»                              | 70 хв.  | Музичне ревю фентезі\|\| СРСР \|\|          |
| 1969 | мф | Пори року                      | рос. «Времена года»                                         | 9 хв.   | Дитяче музичне фентезі\|\| СРСР \|\|        |
| 1969 | мф | Умка                           | рос. «Умка»                                                 | 10 хв.  | Дитяче фентезі\|\| СРСР \|\|                |
| 1968 | ф  | Зигзаг удачі                   | рос. «Зигзаг удачи»                                         | 83 хв.  | Сімейна комедія\|\| СРСР \|\|               |
| 1968 | ф  | Снігуронька                    | рос. «Снегурочка»                                           | 90 хв.  | Сімейне фентезі\|\| СРСР \|\|               |
| 1967 | мф | Франтишек                      | рос. «Франтишек»                                            | 15 хв.  | Дитяче фентезі\|\| СРСР \|\|                |
| 1966 | ф  | Різдво, яке майже не сталося   | англ. «The Christmas That Almost Wasn't»                    | 94 хв.  | Сімейне фентезі\|\| США Італія \|\|         |
| 1966 | ф  | Снігова королева               | рос. «Снежная королева»                                     | 85 хв.  | Сімейне комедійне фентезі\|\| СРСР \|\|     |
| 1966 | мф | Тимошкина ялинка               | рос. «Тимошкина ёлка»                                       | 10 хв.  | Дитяче фентезі\|\| СРСР \|\|                |
| 1966 | мф | Як Ґрінч украв Різдво!         | англ. «Dr. Seuss' How the Grinch Stole Christmas!»          | 26 хв.  | Сімейна фентезі комедія\|\| США \|\|        |
| 1965 | мф | Дванадцять місяців             | рос. «Двенадцать месяцев» яп. «世界名作童話 森は生きている» | 65 хв.  | Дитяче фентезі\|\| Японія СРСР \|\|         |
| 1965 | мф | Різдво Чарлі Брауна            | англ. «A Charlie Brown Christmas»                           | 25 хв.  | Сімейна комедія\|\| США \|\|                |
| 1964 | ф  | Морозко                        | рос. «Морозко»                                              | 84 хв.  | Сімейне фентезі\|\| СРСР \|\|               |
| 1964 | ф  | Санта Клаус підкорює марсіан   | англ. «Santa Claus Conquers the Martians»                   | 81 хв.  | Сімейна пригодницька комедія\|\| США \|\|   |
| 1961 | ф  | Вечори на хуторі біля Диканьки | рос. «Вечера на хуторе близ Диканьки»                       | 66 хв.  | Романтичне фентезі\|\| СРСР \|\|            |
| 1961 | ф  | Діти в країні іграшок          | англ. «Babes in Toyland»                                    | 106 хв. | Сімейна фентезі комедія\|\| США \|\|        |
| 1960 | ф  | Квартира                       | англ. «The Apartment»                                       | 125 хв. | Комедійна романтична мелодрама\|\| США \|\| |

## 50-ті XX
| 1959 | мф | Новорічна подорож          | рос. «Новогоднее путешествие»  | 11 хв.  | Дитяче фентезі\|\| СРСР \|\|                 |
| 1959 | ф  | Снігова казка              | рос. «Снежная сказка»          | 68 хв.  | Дитяче фентезі\|\| СРСР \|\|                 |
| 1959 | ф  | Фламандський пес           | англ. «A Dog of Flanders»      | 96 хв.  | Сімейна драма\|\| США \|\|                   |
| 1957 | мф | Казка про Снігуроньку      | рос. «Сказка о Снегурочке»     | 10 хв.  | Дитяче фентезі\|\| СРСР \|\|                 |
| 1957 | мф | Сніжна королева            | рос. «Снежная королева»        | 65 хв.  | Дитяче фентезі\|\| СРСР \|\|                 |
| 1956 | мф | Дванадцять місяців         | рос. «Двенадцать месяцев»      | 56 хв.  | Дитяче фентезі\|\| СРСР \|\|                 |
| 1956 | мф | Дивовижний колодязь        | рос. «Чудесный колодец»        | 22 хв.  | Дитяче фентезі\|\| СРСР \|\|                 |
| 1956 | ф  | Карнавальна ніч            | рос. «Карнавальная ночь»       | 74 хв.  | Музична комедія\|\| СРСР \|\|                |
| 1955 | мф | Сніговик-поштовик          | рос. «Снеговик-почтовик»       | 20 хв.  | Дитяче фентезі\|\| СРСР \|\|                 |
| 1952 | мф | Новорічна ялинка Плуто     | англ. «Pluto's Christmas Tree» | 7 хв.   | Дитяча фентезі комедія\|\| США \|\|          |
| 1954 | тф | Східний експрес            | італ. «Orient Express»         | 81 хв.  | Романтична драма\|\| Італія Франція ФРН \|\| |
| 1954 | ф  | Світле Різдво              | англ. «White Christmas»        | 120 хв. | Музична комедія\|\| США \|\|                 |
| 1953 | тф | Це ніколи не занадто пізно | італ. «Non è mai troppo tardi» | 86 хв.  | Фентезі драма\|\| Італія \|\|                |
| 1952 | мф | Снігуронька                | рос. «Снегурочка»              | 70 хв.  | Дитяче фентезі\|\| СРСР \|\|                 |
| 1951 | мф | Ніч перед Різдвом          | рос. «Ночь перед Рождеством»   | 47 хв.  | Дитяча пригодницька комедія\|\| СРСР \|\|    |
| 1950 | мф | Дідусь та внучок           | рос. «Дедушка и внучек»        | 18 хв.  | Дитяча пригодницька комедія\|\| СРСР \|\|    |
| 1950 | мф | Коли спалахуються ялинки   | рос. «Когда зажигаются ёлки»   | 20 хв.  | Сімейний фільм\|\| СРСР \|\|                 |

## 40-ві XX
| 1948 | мф | Новорічна ніч                   | рос. «Новогодняя ночь»                            | 11 хв.  | Дитяче фентезі\|\| СРСР \|\|            |
| 1947 | ф  | Диво на 34-й вулиці             | англ. «Miracle on 34th Street»                    | 96 хв.  | Сімейна фентезі драма\|\| США \|\|      |
| 1947 | ф  | Дружина єпископа                | англ. «The Bishop's Wife»                         | 109 хв. | Романтична комедія\|\| США \|\|         |
| 1946 | ф  | Це дивовижне життя              | англ. «It's a Wonderful Life»                     | 130 хв. | Мелодрама\|\| США \|\|                  |
| 1945 | мф | Зимова казка                    | рос. «Зимняя сказка»                              | 11 хв.  | Дитяче музичне фентезі\|\| СРСР \|\|    |
| 1944 | ф  | Зустрінь мене в Сент-Луїсі      | англ. «Meet Me in St. Louis»                      | 112 хв. | Сімейна музична мелодрама\|\| США \|\|  |
| 1944 | ф  | Черевички                       | укр. «Черевички»                                  | 84 хв.  | Фільм-опера\|\| СРСР \|\|               |
| 1942 | мф | Ялинка: Новорічна казка         | рос. «Ёлка»                                       | 9 хв.   | Дитяче фентезі\|\| СРСР \|\|            |
| 1942 | ф  | Святковий готель «Голідей»      | англ. «Holiday Inn»                               | 100 хв. | Музична романтична комедія\|\| США \|\| |
| 1941 | мф | Том і Джеррі: Ніч перед Різдвом | англ. «Tom and Jerry: The Night Before Christmas» | 9 хв.   | Дитяча комедія\|\| США \|\|             |
| 1941 | ф  | Убивство Діда Мороза            | фр. «L'Assassinat du père Noël»                   | 105 хв. | Комедійний детектив\|\| Франція \|\|    |
| 1940 | ф  | Магазинчик за рогом             | англ. «The Shop Around the Corner»                | 99 хв.  | Романтична комедія\|\| США \|\|         |

## 30-ті XX
| 1939 | ф  | Матір одиначка         | англ. «Bachelor Mother»            | 82 хв. | Романтична комедія \|\| США \|\|      |
| 1939 | ф  | Готель «Захер»         | нім. «Hotel Sacher»                | 88 хв. | Драма \|\| Третій Рейх \|\|           |
| 1939 | мф | Мир на Землі           | англ. «Peace on Earth»             | 9 хв.  | Драма \|\| США \|\|                   |
| 1938 | ф  | Паризьке кафе          | фр. «Café de Paris»                | 91 хв. | кримінальний трилер \|\| Франція \|\| |
| 1937 | мф | Дід Мороз і сірий вовк | рос. «Дед Мороз и серый волк»      | 11 хв. | Дитяче фентезі \|\| СРСР \|\|         |
| 1935 | ф  | Мерлюсс                | фр. «Merlusse»                     | 72 хв. | комедія \|\| Франція \|\|             |
| 1934 | ф  | Діти в країні іграшок  | англ. «Babes in Toyland»           | 77 хв. | Сімейна фентезі комедія \|\| США \|\| |
| 1933 | мф | Ніч перед Різдвом      | англ. «The Night Before Christmas» | 8 хв.  | Дитяча комедія \|\| США \|\|          |
| 1932 | мф | Майстерня Санти        | англ. «Santa's Workshop»           | 7 хв.  | Дитяча комедія \|\| США \|\|          |
| 1931 | мф | Мікі Маус і сироти     | англ. «Mickey's Orphans»           | 7 хв.  | Дитяча комедія \|\| США \|\|          |

## 20-ті XX
| 1925 | ф  | Золота лихоманка | англ. «The Gold Rush»                        | 95 хв.  | Пригодницька комедія \|\| США \|\| |
| 1923 | кф | Різдво           | англ. «Christmas» \|\| Комедія \|\| США \|\| |         |                                    |
| 1921 | ф  | Перевізник       | швед. «Körkarlen»                            | 107 хв. | Фентезійна драма \|\| Швеція \|\|  |

## 10-ті XX
| 1914 | кф | Напередодні Різдва | англ. «In the Nick of Time» \|\| Драма \|\| США \|\| |        |                                                       |
| 1913 | ф  | Послання з Марса   | англ. «A Message from Mars»                          | 69 хв. | Науково-фантастична комедія \|\| Велика Британія \|\| |
| 1913 | ф  | Ніч перед Різдвом  | рос. «Ночь перед Рождеством»                         | 41 хв. | Фентезійна комедія \|\| Російська імперія \|\|        |
| 1910 | кф | Різдвяна пісня     | англ. «A Christmas Carol»                            | 10 хв. | Фентазійна драма \|\| США \|\|                        |

## 90-ті XIX
| 1898 | ф | Санта Клаус | англ. «Santa Claus» | 1 хв. | Сімейне фентезі \|\| Велика Британія \|\| |

## Виноски
1. ↑  Українські новорічні комедії.